# Bembidion oberthueri
Bembidion oberthueri är en skalbaggsart som beskrevs av Hayward. Bembidion oberthueri ingår i släktet Bembidion och familjen jordlöpare. Inga underarter finns listade i Catalogue of Life.

## Bildgalleri

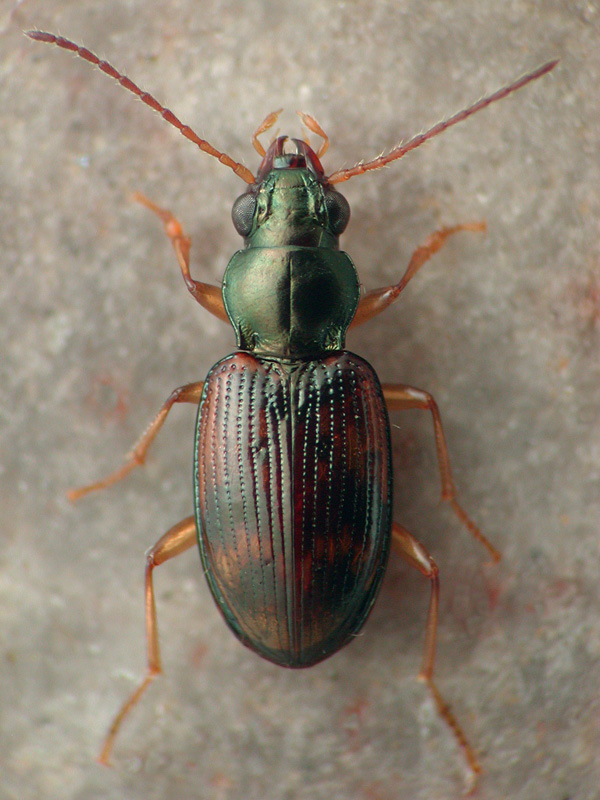